# Antoni Soldevilla
Antoni Soldevilla Castellsagué (L'Hospitalet de Llobregat, 19 december 1978) is een Spaans voetballer. Hij speelt sinds 2013 bij het Spaanse CD Alcoyano.

## Clubvoetbal
Soldevilla maakte in het seizoen 1996/1997 zijn debuut in de Primera División als speler van RCD Espanyol. In zijn eerste seizoenen bij Les Periquitos kwam de verdediger slechts weinig tot spelen. Vanaf 2001 werd hij echter een vaste waarde en Soldevilla was zelf enkele malen aanvoerder van RCD Espanyol. In 2005 verliet Soldevilla de club vanwege persoonlijke problemen. Hij tekende een contract bij AC Parma, maar de verdediger zou geen officiële wedstrijd spelen voor de Italiaanse club. Soldevilla speelde de rest van het seizoen 2005/2006 bij Polideportivo Ejido. In augustus 2006 ging hij op proef bij het Engelse Ipswich Town, maar Soldevilla kon onvoldoende indruk maken. Na een halfjaar bij het Cypriotische  Apollon Limassol werd Soldevilla begin 2007 gecontracteerd door FC Amkar Perm. Hiermee werd hij de eerste Spaanse speler ooit in de Russische Premjer-Liga.
In december 2009 tekende hij bij UD Marbella uit de Spaanse Segunda División B. Een half jaar later trok hij naar reeksgenoot Caravaca Club de Fútbol. Sinds 2011 komt hij uit voor Ontinyent CF. Datzelfde jaar nog trok hij naar Batavia Union, een Indonesische club. Begin 2013 keerde hij terug naar Spanje en tekende bij CD Alcoyano.

## Nationaal elftal
Soldevilla speelde nooit voor het Spaans nationaal elftal. Wel kwam hij driemaal uit voor het Catalaans elftal. De verdediger maakte zijn debuut in december 2000 tegen Litouwen. Later speelde Soldevilla nog in de wedstrijden tegen Chili in december 2001 en China in december 2002.